# Glossobalanus ruficollis
Glossobalanus ruficollis — вид напівхордових родини Ptychoderidae класу Кишководишні (Enteropneusta).

## Поширення
Вид зустрічається у  Південно-Китайському морі,  морі Банда,  морі Бісмарка, на заході   Каролінських островів.